# 대한독스포츠연맹
대한독스포츠연맹(大韓독스포츠聯盟, Korea Federation of Sleddog Sports, KFSS)은 대한민국의 도그스포츠 종목 행정을 총괄하는 스포츠 행정 기구이다. 2003년 10월에 '대한썰매개스포츠연맹'이라는 명칭으로 설립되었고, 2005년 7월에 '대한슬레드독스포츠연맹'으로 명칭을 변경하였고, 2006년 2월에 '대한독스포츠연맹'으로 명칭을 변경했다.